# Freedom to Rock Tour
Freedom to Rock Tour è stato un tour intrapreso dalla band americana Kiss. Il tour toccò i paesi secondari e le città più piccole nel 2016. Il tour iniziò il 4 luglio a Tucson, segnando un ritorno in città per la prima volta dal 2000. Il tour fu anche il primo in nordamerica su vasta scala per la band dal 2014.
Nel programma del tour finale della band, Stanley ha riflettuto su questo: 
(Paul Stanley, 2019)

## Storia
Il tour fu annunciato l'8 aprile 2016, sul sito della band, in cui il gruppo si vide solcare i palchi di città dove non suonava da un decennio. Allo spettacolo di Rockford, nello stato dell'Illinois, Rick Nielsen dei Cheap Trick si unì alla band sul palco per suonare Rock And Roll All Nite.

## Recensioni
Emerson Malone del Daily Emerald descrisse lo spettacolo di Eugene, nello stato dell'Oregon, come: "Musicalmente, la band suona ancora in modo incredibile e il set è arrivato con numerose cose da amare: la chitarra nera e fangosa di Thayer in Calling Dr. Love e Strutter, la batteria di Singer riempie Cold Gin e quest'ultimo si prende le redini della voce durante la ballata più leggera Beth".
Lacey Paige, di Exclaim, elogiò l'aspetto nostalgico di un concerto dei Kiss, in quanto: "Per il pubblico più giovane, assistere a un concerto dei Kiss dal vivo per la prima volta è come entrare in una macchina del tempo e tornare alla fine degli anni '70, quando New York. La carriera dei glam-shock-rockers salì all'apice del prestigio del rock 'n roll. Uno spettacolo dei Kiss racchiude perfettamente lo zeitgeist di quell'epoca, dando alle generazioni più anziane di fan la possibilità di rivivere e assaporare l'essenza della loro giovinezza".
Mike Baltierra, del Seattle Music Insider, recensì positivamente il concerto di Kennewick, Washington: "Stanley ha fatto mangiare alla folla dal palmo della sua mano. Mentre Simmons si aggirava tra la folla, Thayer ha strappato un riff dopo l'altro e Singer ha picchiato alla batteria".

## Artisti d'apertura
- Magnetico = 1
- Caleb Johnson = 2
- The Dead Daisies = 3

## Date[8]
| Data              | Città            | Stato       | Luogo                              | Artisti d'apertura | Biglietti venduti / Biglietti disponibili | Incasso     |
| ----------------- | ---------------- | ----------- | ---------------------------------- | ------------------ | ----------------------------------------- | ----------- |
| 4 luglio 2016     | Tucson           | Stati Uniti | AVA Amphitheater                   | 1                  | N.D.                                      | N.D.        |
| 7 luglio 2016     | Boise            | Stati Uniti | Taco Bell Arena                    | 2                  | 5 631 / 7 274                             | $261 604    |
| 9 luglio 2016     | Eugene           | Stati Uniti | Matthew Knight Arena               | 2                  | 4 926 / 5 794                             | $294 844    |
| 10 luglio 2016    | Kennewick        | Stati Uniti | Toyota Center                      | 2                  | 4 687 / 5 528                             | $383 214    |
| 12 luglio 2016    | Edmonton         | Canada      | Rexall Place                       | 2                  | N.D.                                      | N.D.        |
| 13 luglio 2016    | Calgary          | Canada      | Stampede Roundup Festival          | 2                  | N.D.                                      | N.D.        |
| 15 luglio 2016    | Spokane          | Stati Uniti | Spokane Arena                      | 2                  | N.D.                                      | N.D.        |
| 16 luglio 2016    | Bozeman          | Stati Uniti | Brick Breeden Fieldhouse           | 2                  | 5 032 / 5 032                             | $420 130    |
| 18 luglio 2016    | Colorado Springs | Stati Uniti | Broadmoor World Arena              | 2                  | 4 885 / 6 225                             | $276 276    |
| 20 luglio 2016    | Independence     | Stati Uniti | Silverstein Eye Centers Arena      | 2                  | 4 996 / 6 385                             | $284 771    |
| 22 luglio 2016    | Lincoln          | Stati Uniti | Pinnacle Bank Arena                | 2                  | 7 535 / 10 027                            | $524 921    |
| 23 luglio 2016    | Springfield      | Stati Uniti | JQH Arena                          | 2                  | 6 870 / 8 017                             | $505 754    |
| 25 luglio 2016    | Wichita          | Stati Uniti | Intrust Bank Arena                 | 2                  | 7 841 / 10 153                            | $495 153    |
| 27 luglio 2016    | Sioux City       | Stati Uniti | Tyson Events Center                | 2                  | N.D.                                      | N.D.        |
| 29 luglio 2016    | Cheyenne         | Stati Uniti | Cheyenne Frontier Days             | 2                  | N.D.                                      | N.D.        |
| 30 luglio 2016    | Minot            | Stati Uniti | North Dakota State Fair            | 2                  | N.D.                                      | N.D.        |
| 1 agosto 2016     | Mankato          | Stati Uniti | Verizon Wireless Center            | 2                  | 4 328 / 5 176                             | $279 445    |
| 3 agosto 2016     | Duluth           | Stati Uniti | Amsoil Arena                       | 2                  | 5 157 / 5 883                             | $406 092    |
| 5 agosto 2016     | Moline           | Stati Uniti | iWireless Center                   | 2                  | 7 214 / 9 885                             | $505 480    |
| 6 agosto 2016     | La Crosse        | Stati Uniti | La Crosse Center                   | 2                  | 5 061 / 7 000                             | $247 782    |
| 8 agosto 2016     | Milwaukee        | Stati Uniti | BMO Harris Bradley Center          | 2                  | N.D.                                      | N.D.        |
| 10 agosto 2016    | Green Bay        | Stati Uniti | Resch Center                       | 2                  | 6 265 / 7 420                             | $424 122    |
| 12 agosto 2016    | Fort Wayne       | Stati Uniti | Allen County War Memorial Coliseum | 3                  | 6 989 / 8 343                             | $495 864    |
| 13 agosto 2016    | Grand Rapids     | Stati Uniti | Van Andel Arena                    | 3                  | 7 259 / 9 222                             | $482 773    |
| 15 agosto 2016    | Saginaw          | Stati Uniti | Dow Event Center                   | 3                  | 4 287 / 5 484                             | $284 780    |
| 17 agosto 2016    | Springfield      | Stati Uniti | Illinois State Fair                | 3                  | N.D.                                      | N.D.        |
| 19 agosto 2016    | Des Moines       | Stati Uniti | Iowa State Fair                    | 3                  | N.D.                                      | N.D.        |
| 20 agosto 2016    | Rockford         | Stati Uniti | BMO Harris Bank Center             | 3                  | 5 693 / 7 208                             | $395 872    |
| 22 agosto 2016    | Dayton           | Stati Uniti | Nutter Center                      | 3                  | 6 194 / 8 000                             | $453 729    |
| 24 agosto 2016    | Toledo           | Stati Uniti | Huntington Center                  | 3                  | 5 562 / 6 687                             | $359 271    |
| 26 agosto 2016    | Youngstown       | Stati Uniti | Covelli Centre                     | 3                  | 5 289 / 5 598                             | $472 700    |
| 27 agosto 2016    | Erie             | Stati Uniti | Erie Insurance Arena               | 3                  | 5 431 / 7 054                             | $279 264    |
| 29 agosto 2016    | Rochester        | Stati Uniti | Blue Cross Arena                   | 3                  | 5 677 / 7 172                             | $268 616    |
| 30 agosto 2016    | University Park  | Stati Uniti | Bryce Jordan Center                | 3                  | 4 530 / 6 005                             | $301 423    |
| 1 settembre 2016  | Allentown        | Stati Uniti | Great Allentown Fair               | 3                  | N.D.                                      | N.D.        |
| 3 settembre 2016  | Worcester        | Stati Uniti | DCU Center                         | 3                  | 5 656 / 7 541                             | $445 487    |
| 4 settembre 2016  | Portland         | Stati Uniti | Cross Insurance Arena              | 3                  | 4 888 / 6 436                             | $334 071    |
| 7 settembre 2016  | Bridgeport       | Stati Uniti | Webster Bank Arena                 | 3                  | 5 261 / 6 916                             | $366 856    |
| 9 settembre 2016  | Richmond         | Stati Uniti | Richmond Coliseum                  | 3                  | 6 407 / 8 368                             | $385 873    |
| 10 settembre 2016 | Huntington       | Stati Uniti | Big Sandy Superstore Arena         | 3                  | 6 109 / 6 109                             | $607 645    |
| 29 ottobre 2016   | Uncasville       | Stati Uniti | Mohegan Sun Arena                  | N.D.               | N.D.                                      | N.D.        |
| 30 ottobre 2016   | Cabazon          | Stati Uniti | Morongo Casino, Resort & Spa       | N.D.               | N.D.                                      | N.D.        |
| 12 novembre 2016  | Monterrey        | Messico     | Parque Fundidora                   | N.D.               | 17 511 / 36 015                           | $793 407    |
| Totale            | Totale           | Totale      | Totale                             | Totale             | 187 718 / 236 926 (80.1%)                 | $12 424 982 |

## Incasso
I Kiss, da questo tour, hanno incassato 15,4 milioni di dollari, con 233 262 biglietti venduti in 40 spettacoli.

## Scaletta
Questa è la scaletta del primo spettacolo del tour, e potrebbe non rappresentare la maggior parte delle canzoni suonate:
1. Detroit Rock City
2. Deuce
3. Shout It Out Loud
4. Do You Love Me?
5. I Love It Loud
6. Flaming Youth
7. God Of Thunder (con assolo di basso, sputaggio di sangue e volo di Gene Simmons)
8. Psycho Circus
9. Shock Me (con assolo di chitarra di Tommy Thayer)
10. Cold Gin
11. Lick It Up
12. War Machine
13. Love Gun
14. Black Diamond

Bis
1. Beth
2. The Star-Spangled Banner (cover di John Stafford Smith)
3. Rock And Roll All Nite

### Curiosità sulla scaletta
- Flaming Youth non fu suonata a Tucson.
- Strutter fu suonata solo a Boise, Eugene e Kennewick.
- 100,000 Years fu suonata solo a Tucson, Boise, Eugene e Kennewick.
- I Was Made For Lovin' You fu suonata soltanto ad Edmonton.
- O Canada fu suonata soltanto ad Edmonton ed a Calgary.
- God Of Thunder fu suonata a Tucson, Boise, Eugene e Kennewick.
- Creatures Of The Night fu suonata a Grand Rapids, ma fu invece sostituita da Do You Love Me?.

## Formazione
- Paul Stanley - chitarra ritmica, voce
- Gene Simmons - basso, voce
- Tommy Thayer - chitarra solista, voce
- Eric Singer - batteria, voce

### Apparizioni di altri musicisti
- Rick Nielsen - chitarrista ospite[13]